# Zoltán Szita
Zoltán Szita (Veszprém, 10 de febrero de 1998) es un jugador de balonmano húngaro que juega de lateral izquierdo en el Orlen Wisła Płock. Es internacional con la selección de balonmano de Hungría.
Su primer gran campeonato con la selección fue el Campeonato Mundial de Balonmano Masculino de 2019.

## Palmarés

### Veszprém
- Liga húngara de balonmano (1): 2017
- Copa de Hungría de balonmano (1): 2017

### Wisla Plock
- Copa de Polonia de balonmano (1): 2022

## Clubes
- Veszprém KSE (2016-2020)
- Balatonfüredi KSE (2017-2019) (cedido)
- Orlen Wisła Płock (2019-2020) (cedido)
- Orlen Wisła Płock (2020-2022)
- SC Pick Szeged (2022-2024)
- Orlen Wisła Płock (2024- )